# Crateromys paulus
La rata nebulosa de la isla de Ilin (Crateromys paulus) es una especie de roedor de la familia Muridae conocida a partir de un único espécimen adquirido en la isla de Ilin en Filipinas. Los nativos manguianes Tawbuid la llaman siyang.
Es una rata de espeso pelaje y tupida cola que posiblemente salga de los huecos de los árboles por la noche para alimentarse de frutas y hojas. El espécimen, recolectado el 4 de abril de 1953, forma parte de la colección del Museo Nacional de Historia Natural de Washington D. C. (en la que sería "hallado" décadas después de su donación). Los bosques de la isla han sido destruidos por la actividad humana. Crateromys paulus se encuentra entre los 10 “mamíferos pequeños perdidos más buscados” de la iniciativa “The Search for Lost Species” que promueve la organización Re:wild. Como no hay pruebas de que el espécimen conocido se originara en la isla de Ilin, las labores de búsqueda hoy por hoy se centran en la cercana isla Mindoro. La esperanza de que la especie pueda ser redescubierta ha llevado a la UICN a modificar su estatus de posiblemente Extinta (EX?) en 1994 a En peligro crítico (CR) en 1996, pasando a la actual Datos insuficientes (DD) en 2008.